# Collagen typ I

Collagen loại I II III

Collagen typ I (Collagen type I) là loại collagen phổ biến nhất trong cơ thể người và động vật có xương sống. Nó chiếm khoảng 90% tổng lượng collagen và đóng vai trò quan trọng trong việc duy trì độ bền và đàn hồi của nhiều mô liên kết.

## Cấu trúc
- Collagen typ I là một sợi collagen dạng fibril gồm ba chuỗi polypeptid (α-chains) xoắn lại thành hình xoắn ba.
- Gồm hai chuỗi α1(I) và một chuỗi α2(I), được mã hóa bởi gen **COL1A1** và **COL1A2**.
- Tổ chức thành bó sợi dày, có khả năng chịu kéo rất cao.

## Vị trí
Collagen typ I phân bố rộng rãi trong nhiều mô:
- Xương (kết hợp với hydroxyapatit tạo độ cứng chắc)
- Gân và dây chằng
- Da
- Mô sẹo
- Ngà răng

## Chức năng
- Tạo khung nâng đỡ cơ học cho mô.
- Chịu lực kéo và duy trì tính đàn hồi.
- Hỗ trợ quá trình sửa chữa mô (hình thành sẹo).
- Đóng vai trò quan trọng trong sự phát triển và tái tạo xương.

## Quá trình sinh tổng hợp
1. Nguyên bào sợi (fibroblast) hoặc nguyên bào xương (osteoblast) tổng hợp tiền collagen.  
2. Tiền collagen được tiết ra ngoại bào, sau đó được cắt bỏ các đoạn propeptide để hình thành tropocollagen.  
3. Các phân tử tropocollagen sắp xếp song song, gắn kết tạo nên sợi collagen trưởng thành.  

## Bệnh lý liên quan
- Osteogenesis imperfecta (bệnh xương thủy tinh): do đột biến gen COL1A1/COL1A2.
- Loãng xương: giảm mật độ và chất lượng sợi collagen trong xương.
- Xơ hóa (fibrosis): lắng đọng collagen typ I quá mức trong mô.